# (763) Купидон
(763) Купидон (лат. Cupido) — астероид главного пояса, который был открыт 25 сентября 1913 года немецким астрономом Францем Кайзером в Гейдельбергской обсерватории и назван в честь древнеримского бога любви Купидона.